# Рила (магистрала)
Вижте пояснителната страница за други значения на Рила.
Автомагистрала „Рила“, все още без означение, е планирана автомагистрала в Южна България.
Планирана е да започва от ГКПП Гюешево и да свързва градовете Кюстендил, Дупница и Самоков с АМ Тракия, АМ Хемус и АМ Струма. Магистралата ще дублира републикански път I-6 до Кюстендил и II-62 до Самоков и по нея ще преминава Европейски път Е871 до Кюстендил. Ще бъде част от Паневропейски транспортен коридор 8.
Общата планирана дължина на автомагистрала „Рила“ е около 170 km, като към август 2023 са изградени 0 km.

## Име
Магистралата е кръстена на планината Рила, в близост до която ще преминава.

## Планирани изходи
| Изход | Име           | km | Дестинация                                | Платна | Забележка |
| ----- | ------------- | -- | ----------------------------------------- | ------ | --------- |
|       | ГКПП Гюешево  | 0  | ГКПП Гюешево, Северна Македония, Куманово |        | Планиран  |
|       |               | 62 | София, Дупница, Благоевград, ГКПП Кулата  |        | Планиран  |
|       |               |    | Дупница                                   |        | Планиран  |
|       | Сапарева баня |    | Сапарева баня                             |        | Планиран  |
|       | Белчин баня   |    | Белчински бани                            |        | Планиран  |
|       | Самоков       |    | Самоков, Боровец                          |        | Планиран  |
|       | Богоридица    |    |                                           |        | Планиран  |
|       |               |    | София, Пловдив, Стара Загора, Бургас      |        | Планиран  |
|       | Нови хан      |    | Елин Пелин, Нови хан, Вакарел             |        | Планиран  |
|       |               |    | Долни Богров, Бургас                      |        | Планиран  |
|       | Потоп         |    | Варна, София, Потоп                       |        | Планиран  |

## Планиране
Трасето е разделено на две части, ГКПП Гюешево – Дупница и Дупница – АМ Тракия. При язовир Искър трасето се разделя на два клона. Първият достига АМ Тракия при Мирово, а вторият излиза при Вакарел, след това от Нови хан покрай Елин Пелин достига АМ Хемус при Потоп.

### ГКПП Гюешево – Дупница
Участъкът е с предполагаема дължина около 62км, проектна скорост 120км и габарит A27.
- На 8 август 2022 г. е пусната обществена поръчка за изработване на идеен и технически проект с ПУП – Парцеларен план за обект АМ „Гюешево – Дупница“. Прогнозната стойност на поръчката е 3 100 000 лв. без ДДС.[2][3]
- На 15 септември 2022 г. са отворени ценовите оферти на всички 11 кандидати.
- На 3 юли 2023 г. за изпълнител са избрани ВИА-ПЛАН ЕООД с обявена цена 1 958 000 лв. без ДДС.
- На 13 септември 2023 г. е подписан договорът с ВИА-ПЛАН ЕООД. Срокът на договора е 300 календарни дни, които започват да текат след писмено уведомление за осигурено финансиране. АПИ има 4 години да предостави уведомлението, в противен случай е необходима нова процедура по ЗОП.

### Дупница – АМ Тракия
Участъкът е с предполагаема дължина около 89+850км, проектна скорост 120км и габарит A25.5, с изключение на участъка ПВ „Самоков“ - ПВ „Богоридица“, за който се предлага габаритът да бъде А29. Намира се на територията на областите София и област Кюстендил. Има 54 бр. големи съоръжения, 4 бр. тунели с обща дължина 1600м и 9 бр. пътни възли.
- На 20 октомври 2023г. е пусната обществена поръчка за определяне на изпълнител за разработване на Методика за изготвяне на оценка на въздействието за обекти – ново строителство, извършване на оценка на въздействието върху пътната безопасност на АМ „Рила“ и анализ разходи-ползи за изграждането на АМ “Рила”.[4]